# Motte von Kilfinane

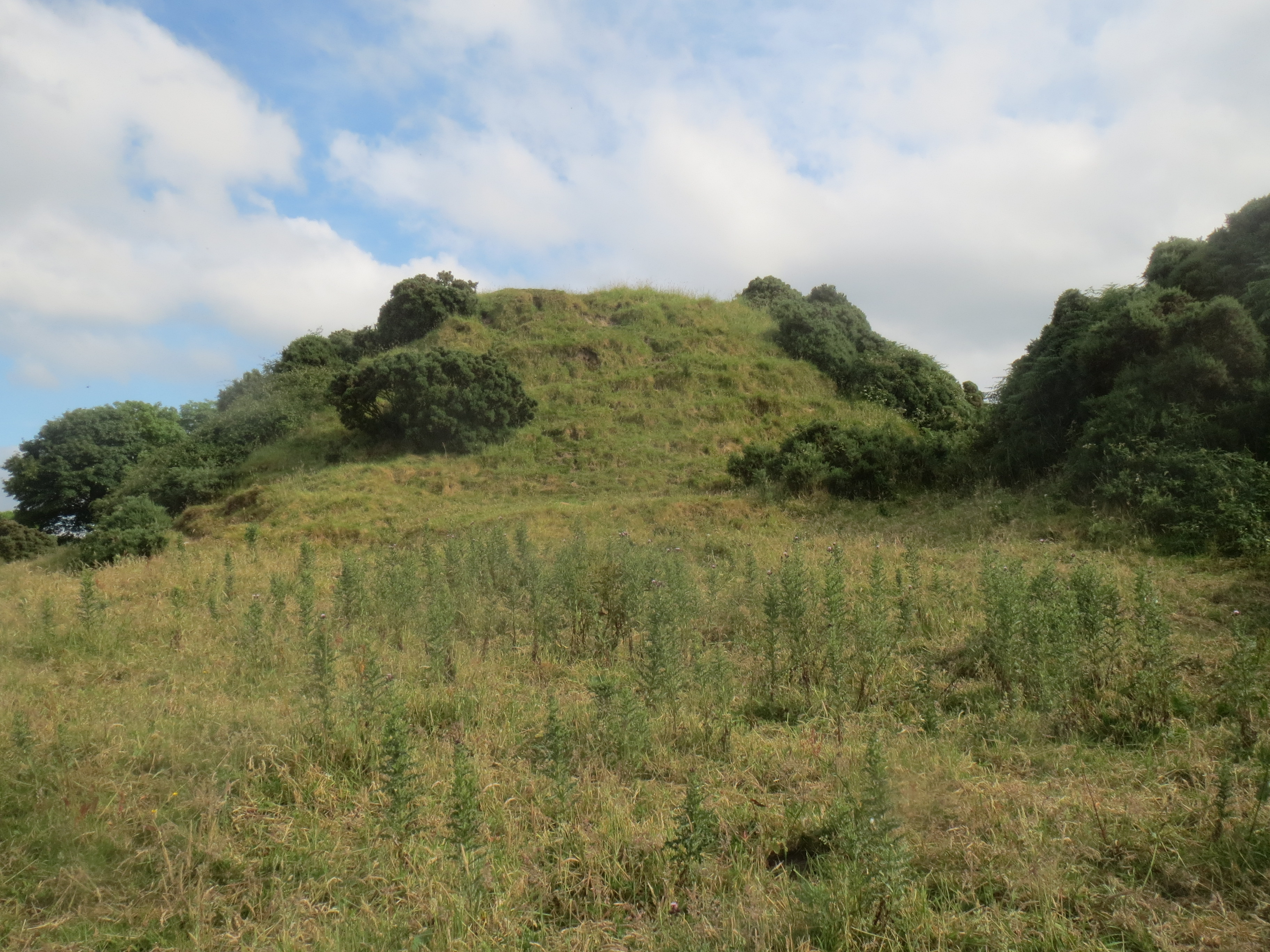
Kilfinane Motte

Kilfinane (auch Kilfinnane, irisch Cill Fhíonáin, „Kirche des Fíonán“) im Süden des County Limerick in Irland ist Standort der Motte von Kilfinane (englisch Moat of Kilfinane). Der von den Resten dreier konzentrischer Wälle und Gräben umgebene runde Turmhügel soll im Lebor na Cert („Buch der Rechte“) Erwähnung gefunden haben. 
Er ist etwa 34,0 m hoch und hat an der Basis 54,0 und an der Spitze 20,0 m Durchmesser. Die Meinungen darüber, ob der Ort vor der Errichtung des Turmhügels durch die Normannen als Siedlung oder zeremonieller Ort verwendet wurde, gehen auseinander. Er kann als Vorposten für den Ort Fermoy fungiert haben, der in früheren Zeiten von Bedeutung war. Kilfinane war einer der Sitze der Könige von Cashel. Es wird behauptet, dass Brian Boru das Fort renovierte und verstärkte.

## Trivia
Eine kleine Gruppe von Pfälzern (Palatines) kam in den 1760er Jahren in die Gegend. Der lokale Landeigner Charles Silver Oliver brachte diese Siedler, die 1709 aus Deutschland nach England, später dann nach Irland gekommen waren, hier unter. Die Pfälzer halfen den Einheimischen im Jahre 1793, einen Angriff abzuwehren.
Der Gründer der methodistischen Kirche John Wesley besuchte Kilfinane zwischen 1765 und 1789 sechsmal und predigte im Market House von Ballyriggan vor den Palatines.